# Kinkaku-ji
Kinkaku-ji (japonès: 金閣寺, literalment «Temple del Pavelló Daurat»), oficialment anomenat Rokuon-ji (鹿苑寺, literalment «Temple del Jardí dels Cérvols»), és un temple Zen de Kyoto.
Es va començar a construir el 1397 per ordre d'Ashikaga Yoshimitsu, el qual va renunciar als seus deures militars per ordenar-se sacerdot i retirar-se en aquest indret plàcid. Inicialment construït com un pavelló, a la mort de Yoshimitsu Kinkakuji l'any 1408 va ser transformar en temple. El pavelló daurat funciona com a shariden, temple de Buddha.
L'edifici actual data de 1955, ja que el pavelló original va ser cremat per Hayashi Yoken, un novici del temple l'any 1950. Kinkakuji és, comprensiblement, un dels indrets més visitats de Kyoto. A Kinkakuji (Kin='or') s'hi accedeix per un preciós camí de sorra enmig del verd dels arbres i s'arriba fins a la vora d'un llac immens, al centre del qual s'aixeca imponent aquest temple de tres pisos recobert d'or, amb un sostre rematat amb una au fènix de bronze que brilla sota els reflexos del sol. L'exuberant mont Kinugasa serveix de teló de fons d'aquest temple, i tot el conjunt constitueix un excel·lent exemple de paisatgisme Muromachi.